# Hilal ibn Khalifat al-Jamunsi
 (février 2025).
Motif : Absence de sources secondaires centrées
- Archive Wikiwix
- Bing
- Cairn
- DuckDuckGo
- E. Universalis
- Gallica
- Google
- G. Books
- G. News
- G. Scholar
- Persée
- Qwant
- (zh) Baidu
- (ru) Yandex
- (wd) trouver des œuvres sur Wikidata

| 1. | Préciser le motif de la pose du bandeau. | Précisez le motif de la pose du bandeau en utilisant la syntaxe suivante : {{admissibilité à vérifier\|date=mars 2025\|motif=remplacez ce texte par le motif}}                                     |
| 2. | Informer les utilisateurs concernés.     | Pensez à avertir le créateur de l'article, par exemple, en insérant le code ci-dessous sur sa page de discussion : {{subst:avertissement admissibilité à vérifier\|Hilal ibn Khalifat al-Jamunsi}} |

Hilal ibn Khalifat al-Jamunsi est un marchand tunisien des XIIe et XIIIe siècle.

## Biographie
La vie de Hilal ibn Khalifat al-Jamunsi ne semble pas être connue, mais la correspondance que ce marchand de la ville de Tunis entretient avec un marchand de Pise nommé Pace a été en partie retrouvée. Dans l'une de ces lettres, datant de 1201, il écrit : 

« Au nom de Dieu, Clément et Miséricordieux ; Au très noble et distingué “cheik”, le vertueux et honoré Pace, Pisan ; que Dieu préserve son honneur, veuille sa sauvegarde, l'aide et l'assiste dans la réalisation du bien ! Hilal ibn Khalifat-al-Jamunsi, votre ami affectionné et qui vous veut du bien, à vous qui suivez les sentiers de la vertu, vous envoie ses salutations, la miséricorde et les bénédictions de Dieu. »

## Intérêt historiographique
Cette correspondance atteste des relations entre musulmans et chrétiens alors que l'Europe chrétienne est en croisade : la quatrième croisade commence en 1202. Pace, comme bien d'autres marchands, ne tient pas compte des interdictions papales de commercer avec le monde musulman.